# Jakovlev Jak-12
Jakovlev Jak-12 är ett enmotorigt STOL-flygplan utvecklat av Jakovlev och introducerat 1946. Jak-12 drevs av en Ivchenko AI-14R motor med 260 hästkrafter och behövde inte mer än 126 meter för start och 90 meter för landning och lämpade sig därför väl för militärt bruk i fält.